# 6505 Muzzio
6505 Muzzio este un asteroid din centura principală, descoperit pe 3 ianuarie 1976, de Observatorio Félix Aguilar.